# Mycalesis cooksoni
Mycalesis cooksoni is een vlinder uit de onderfamilie Satyrinae van de familie Nymphalidae. De wetenschappelijke naam van de soort werd in 1905 gepubliceerd door Hamilton Herbert Druce.